# Chavéria
Chavéria ist eine französische Gemeinde im Département Jura in der Region Bourgogne-Franche-Comté. Sie gehört zum Arrondissement Lons-le-Saunier und zum Kanton Moirans-en-Montagne.
Die Nachbargemeinden sind Moutonne im Nordosten, Orgelet im Osten, Chambéria im Südosten, Nancuise im Südwesten, Rothonay im Westen sowie Beffia im Nordwesten.

## Bevölkerungsentwicklung
| Jahr                       | 1962 | 1968 | 1975 | 1982 | 1990 | 1999 | 2008 | 2017 |
| Einwohner                  | 205  | 202  | 167  | 137  | 141  | 171  | 206  | 226  |
| Quellen: Cassini und INSEE |      |      |      |      |      |      |      |      |

## Sehenswürdigkeiten
- Himmelfahrtskirche (Église de l’Assomption)
- Kapelle Saint-Jean-Baptiste im Ortsteil Chatagna

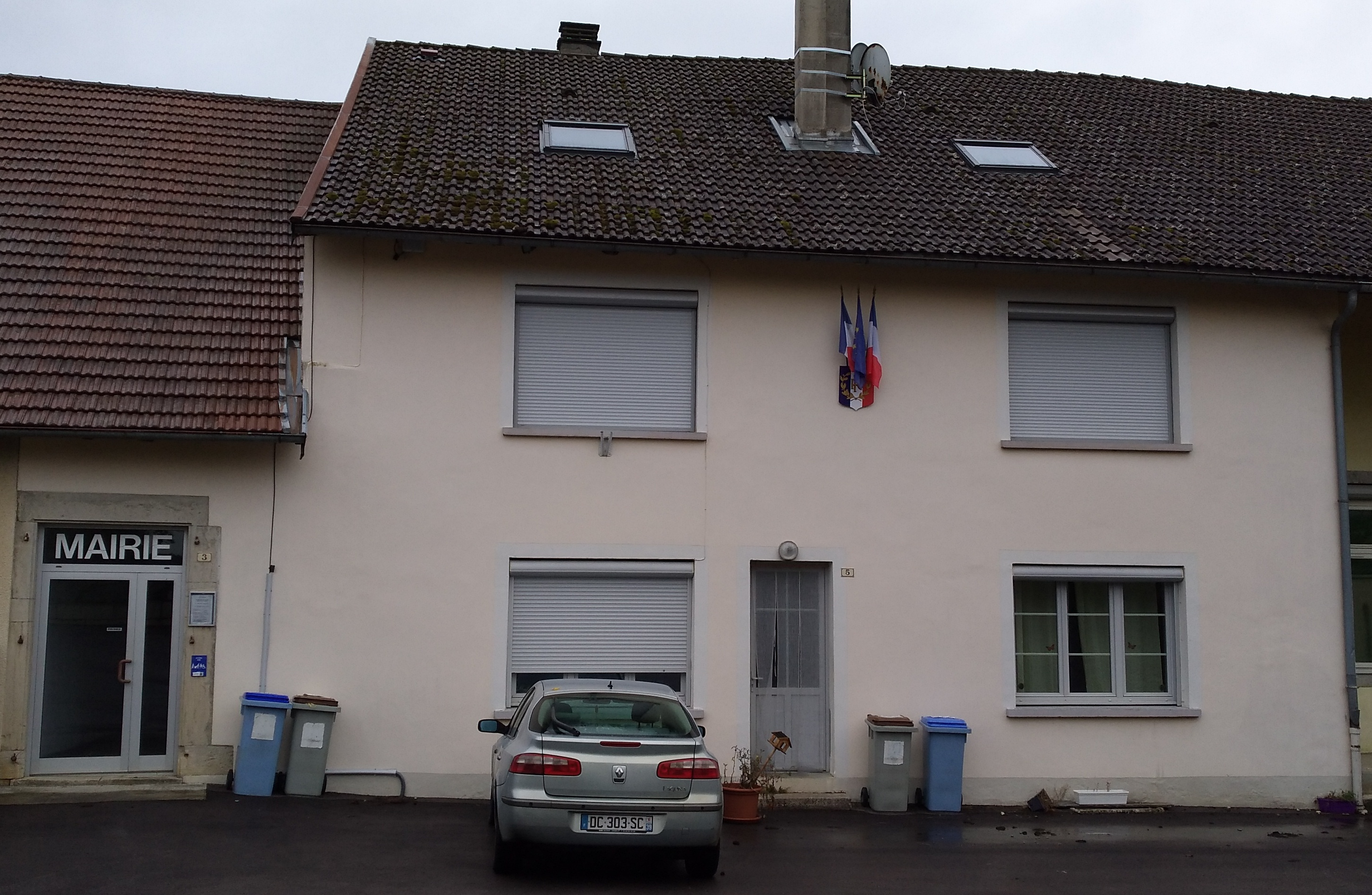
Mairie Chavéria
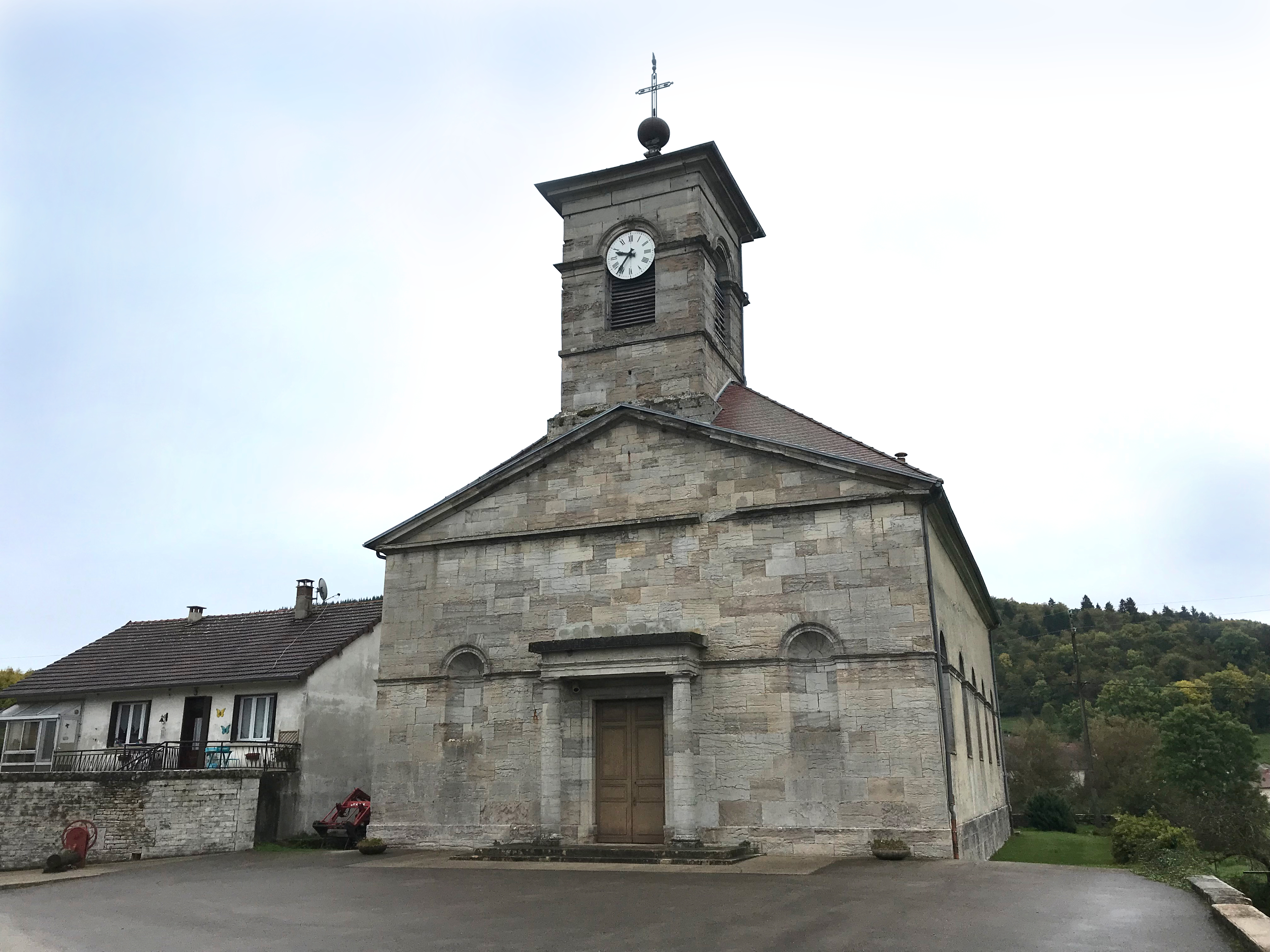
Himmelfahrtskirche